# Kap der Guten Hoffnung (Fernsehserie)
Kap der Guten Hoffnung ist eine im Jahr 1997 produzierte und 1998 erstmals im deutschen Fernsehen ausgestrahlte Fernsehserie, welche aus sechs Episoden à 90 Minuten besteht. Hauptdarsteller Christian Wolff spielt einen engagierten Arzt, der in Kapstadt ein Krankenhaus aufbauen möchte und sich zur Finanzierung als Privatarzt anheuern lässt.

## Handlung

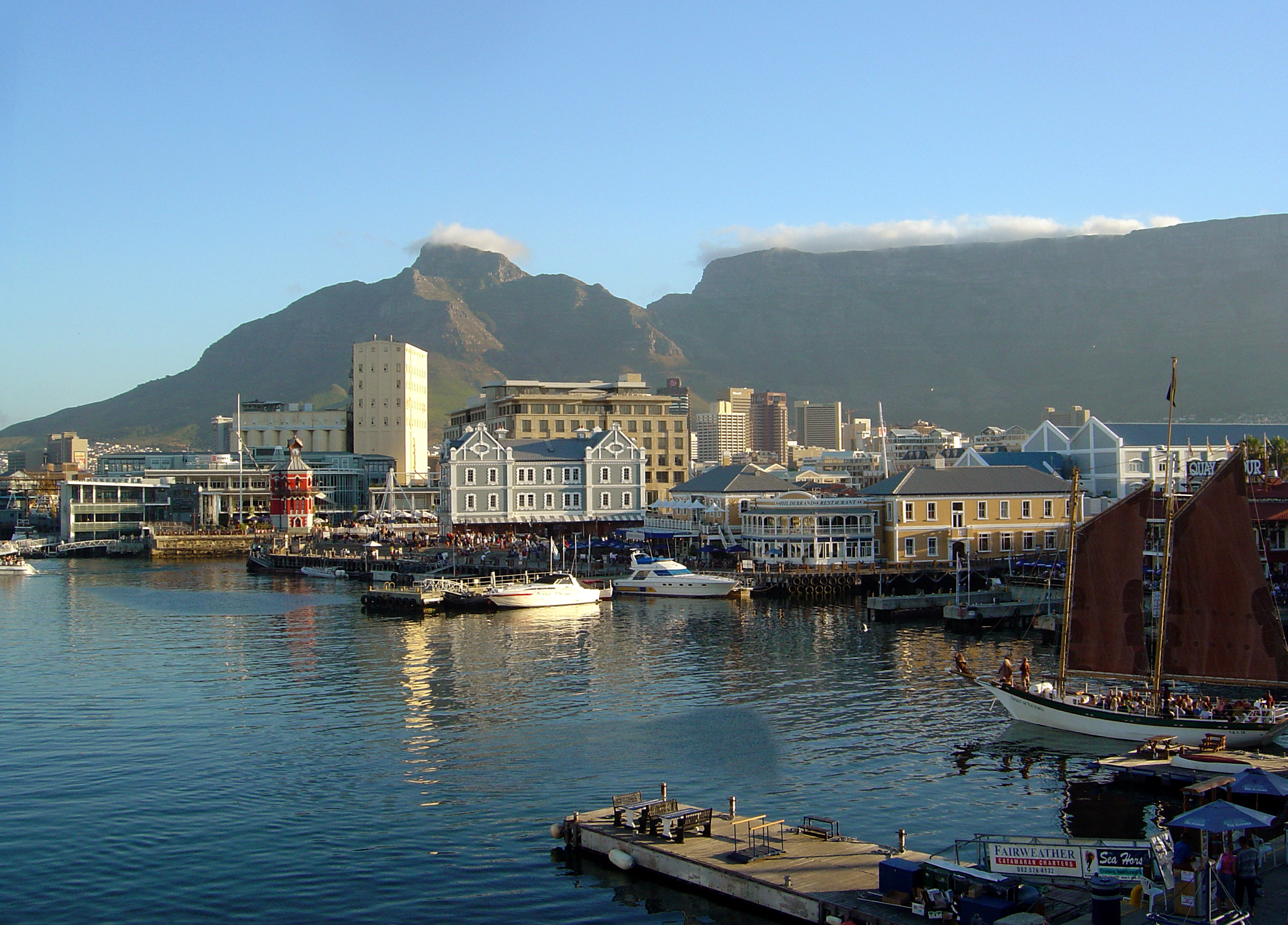
Kapstadt als Dreh- und Handlungsort der Serie

Die Serie handelt von dem Arzt Mattes Jakobi, welcher in Kapstadt  ein Krankenhaus errichten möchte. Um Geld für den Bau zu bekommen, nimmt er einen Job als Leibarzt auf der Yacht von Jan Richter an. Da Mattes Jakobi diese Arbeit und seinen Arbeitgeber nicht mag und sich lieber sozial engagiert, behandelt er nebenbei arme Patienten. So lernt er den Jugendlichen Jeremy kennen, der ihn auf seinem weiteren Weg begleitet. Bei seiner doppelten Tätigkeit als Arzt haben die finanziellen und kulturellen Unterschiede zwischen Jan Richter und dessen Freundin auf der einen Seite sowie den finanziell schwächer gestellten Patienten auf der anderen Seite eine erhebliche Bedeutung.

## Episoden
| Folge | Originaltitel              | Erstausstrahlung |
| ----- | -------------------------- | ---------------- |
| 1.    | Der Aufbruch               | 1998             |
| 2.    | Der Verrat                 | 1998             |
| 3.    | Neue Freunde               | 1998             |
| 4.    | Afrika                     | 1998             |
| 5.    | Schatten der Vergangenheit | 1998             |
| 6.    | Vereintes Glück            | 1998             |

## DVD-/BluRay-Veröffentlichung
- Die Sendung wurde auf DVD veröffentlicht.